# 커먼나무두더지
커먼나무두더지(common treeshrew, Tupaia glis)는 청서번티기과에 속하는 작은 나무두더지의 일종이다. 태국과 말레이시아 그리고 인도네시아의 토착종이다.